# Sabine Kaniber
Sabine Kaniber (* 15. August 1983) ist eine ehemalige deutsche Fußballspielerin.

## Karriere
Kaniber gehörte dem FC Bayern München von 2000 bis 2002 an, für den sie in der Bundesliga 31 Punktspiele bestritt und ein Tor erzielte. Ihr Debüt für den Bundesligaaufsteiger gab sie am 15. Oktober 2000 (1. Spieltag) beim 4:1-Sieg im Heimspiel gegen die Sportfreunde Siegen. Ihr einziges Bundesligator in 21 Punktspielen erzielte sie am 10. Juni 2001 (22. Spieltag) beim 5:5-Unentschieden im Auswärtsspiel gegen den SC 07 Bad Neuenahr mit dem Treffer zum 1:1 in der 17. Minute. In ihrer zweiten Saison bestritt sie lediglich zehn Punktspiele, ihr letztes am 16. Juni 2002 (22. Spieltag) beim 3:1-Sieg im Auswärtsspiel gegen den FFC Brauweiler Pulheim.
Viele Jahre nach ihrem Karriereende spielte sie erneut Fußball; für den FC Stern München kam sie in der Saison 2012/13 13 Mal und in der Saison 2013/14 einmal in der Bayernliga zum Einsatz.